# 法学阶梯
法学阶梯或法理概要（拉丁語：Institutiones Justiniani）是民法大全的一部。民法大全是一部罗马法的汇总，由六世纪的拜占庭皇帝查士丁尼一世下令编纂。查士丁尼的《法学阶梯》主要基于二世纪的罗马法学家盖约所著的《法学阶梯》。 民法大全的其他部分包括：《法典》（Codex）、《学说汇纂》（Digesta或Pandectae）、及《新律》（Novellae）。

## 版本與翻譯
目前仍使用的版本，是特奥多尔·蒙森和Paul Krüger於1889年出版的 Corpus Iuris Civilis。
近來的一個德語註譯本，是 Rolf Knütel、Berthold Kupisch、Sebastian Lohsse、Thomas Rüfner 四人編輯的 Corpus Iuris Civilis. Die Institutionen，已於 2013 年出版第四版。